# Phoperigea thyatirodes
Phoperigea thyatirodes là một loài bướm đêm trong họ Noctuidae.